# Кокозайо и Хамстерът на мрака
„Кокозайо и Хамстерът на мрака“ (на френски: Hopper et le Hamster des ténèbres) е френско-белгийска компютърна анимация от 2022 година на режисьорите Бен Стасен и Бенжамен Муске, по сценарий на Давид Колар. Озвучаващия състав се състои от Томас Соливерес, Клоуи Жуане и Никола Мори.

## Сюжет
В един тучен фантастичен свят, малкият герой Кокозайо е роден наполовина пиле и наполовина заек. Той се мъчи да се впише в обстановката и да бъде обичан, въпреки че е толкова различен от другите! Непохватен е, но това не му пречи да търси приключенията.
Кокозайо е осиновен от крал Питър, известен покровител на зайците. Когато големият враг на кралството и негов чичо бяга от затвора и иска да свали баща му от престола, Кокозайо предприема епично пътешествие, за да го спре, заедно с Ейб - една смешна и саркастична костенурка и с Мег - скункс, който е експерт по бойни изкуства.
Ще успее ли Кокозайо да спаси кралството, въпреки скептицизма на всички около него? И по-важното, ще успее ли този чудат герой да пребори първо себе си, за да може да победи враговете си?

## Премиера
Премиерата на филма във Франция е на 16 февруари 2022 г.
В България филмът е пуснат по кината на 20 май 2022 г. от „Форум Филм България“.